# Webster, Pennsylvania
Webster är en ort i Westmoreland County i delstaten Pennsylvania, USA.